# Pui de Boet
El Pui de Boet és una muntanya de 2.252 metres que es troba al municipi d'Alins, a la comarca del Pallars Sobirà.